# Colobopyga magnani
Colobopyga magnani är en insektsart som beskrevs av Brethes 1912. Colobopyga magnani ingår i släktet Colobopyga och familjen Halimococcidae. Inga underarter finns listade i Catalogue of Life.